# Lago Babine
El lago Babine (del inglés: Babine Lake) es el mayor lago natural de la Columbia Británica, Canadá, localizado al noreste de la ciudad de Burns Lake, en el centro de la provincia, a unos 177 km al oeste-noroeste de la ciudad de Prince George. Tiene 153 km de largo, de 2-10 km de ancho y drena una cuenca de 479 km², con una superficie total de 495 km². Se encuentra a una altitud de 711 m. Drena por su extremo noroeste a través del río Babine, un afluente del río Skeena.
Forma parte del grupo de lagos de Nechako, un término informal que se usa para designar un conjunto de lagos situados en la meseta Nechako, que comprende los lagos Babine, Francois, Ootsa (404 km²), Trembluer,  Takla y Stuart (358 km²).
Hay varios parques provinciales en el lago Babine:
- Parque provincial marino del lago Babine (Babine Lake Marine Provincial Park);
  - sitio bahía Pendleton (Pendleton Bay site);
  - sitio desemarco Smithers (Smithers Landing site);
- Parque provincial desembarco Topley (Topley Landing Provincial Park);
- Parque provincial Red Bluff  (Red Bluff Provincial Park);

## Portage Babine
Babine Portage es un campamento situado a unos 12 kilómetros al norte de la Reserva Portage Yekooche, al que se llega por un camino de grava, en el extremo oeste del lago Babine. El nombre proviene de cuando el sitio fue utilizado como punto de partida para las canoas de porteo a los puestos comerciales de la Compañía de la Bahía de Hudson.
En el pasado, había cinco cabañas en el lado este de la cala y siete en el lado oeste, pero en 2003, todas salvo tres fueron afectados por incendios de hierba y se quemaron.
Aunque la gente de Tache, Fort St. James, y Prince George visita la zona, es utilizado principalmente por miembros de la tribu de las Primeras Naciones yekooches, que pasan en él la mayor parte del verano, antes de regresar a la Reserva Portage, en el otoño. El lago les proporciona salmón y kokanee (salmón rojo), mientras que pueden cazar alces, ciervos y osos en las inmediaciones de Salt Lake, Frank's Meadow  y una laguna al oeste del campamento. También pescan en los arroyos 4 Mile y 6 Mile, al este del campamento cerca de Quarter Island. Los yekooche dependen de sus capturas en Portage Babine para alimentarse en invierno.
Una tradición local importante en Portage Babine implica t'es-ing  a los primeros visitantes, lo que significa frotar con carbón en las mejillas para evitar el mal tiempo en el campamento. (t'es  significa carbón de leña en el idioma Babine.)